# Kościół Najświętszego Serca Pana Jezusa w Piszu
Kościół Najświętszego Serca Pana Jezusa w Piszu – rzymskokatolicki kościół parafialny należący do parafii pod tym samym wezwaniem (dekanat Pisz diecezji ełckiej).
Obecna świątynia to kaplica, którą w sierpniu 2000 roku zaczął budować ksiądz Dariusz Drężek. Kaplicę zaprojektował pan Antoni Cieloszczyk. W dniu 2 marca 2002 roku ksiądz biskup Edward Samsel pobłogosławił kaplicę.
W prezbiterium znajduje się obraz Najświętszego Serca Pana Jezusa, pod nim jest umieszczone tabernakulum. Budowla jest jednonawowa. Do wyposażenia kościoła należą ponadto: sosnowe ławki, 2 konfesjonały, stacje Drogi Krzyżowej, chór ze sprzętem nagłaśniającym, 3 żyrandole, ogrzewanie podłogowe.
13 marca 2016 roku senator Anna Maria Anders odsłoniła w kościele tablicę upamiętniającą Polaków zesłanych na Sybir w latach 1939–1956.